# Piscis-Austriniden
Die Piscis-Austriniden sind ein von Mitteleuropa beobachtbarer Meteorstrom, der am 28. Juli 1865 von Alexander S. Herschel entdeckt wurde.
Der Radiant der Piscis-Austriniden liegt im Sternbild Südlicher Fisch, unweit vom Hauptstern Fomalhaut. Der Meteorstrom besitzt eine ZHR von 5 Meteoren pro Stunde, da sich jedoch der Radiant in den mitteleuropäischen Breitengraden nur knapp oberhalb des Horizonts befindet, sind deutlich weniger Sternschnuppen sichtbar.